# NGC 7342
NGC 7342 is een balkspiraalstelsel in het sterrenbeeld Pegasus. Het hemelobject werd op 11 september 1872 ontdekt door de Franse astronoom Édouard Jean-Marie Stephan.

## Synoniemen
- UGC 12126
- MCG 6-49-54
- ZWG 514.76
- PGC 69374